# Philipomyia graeca
Philipomyia graeca är en tvåvingeart som först beskrevs av Fabricius 1794.  Philipomyia graeca ingår i släktet Philipomyia och familjen bromsar. Inga underarter finns listade i Catalogue of Life.